# یانوش کونراد
یانوش کونراد (انگلیسی: János Konrád; ۲۷ اوت ۱۹۴۱ – ۲۶ نوامبر ۲۰۱۴) بازیکن واترپلو اهل مجارستان بود.
وی در مسابقات کشوری و بین‌المللی در مجموع برندهٔ ۱ مدال طلا، ۲ مدال برنز شده‌است.